# 山坂

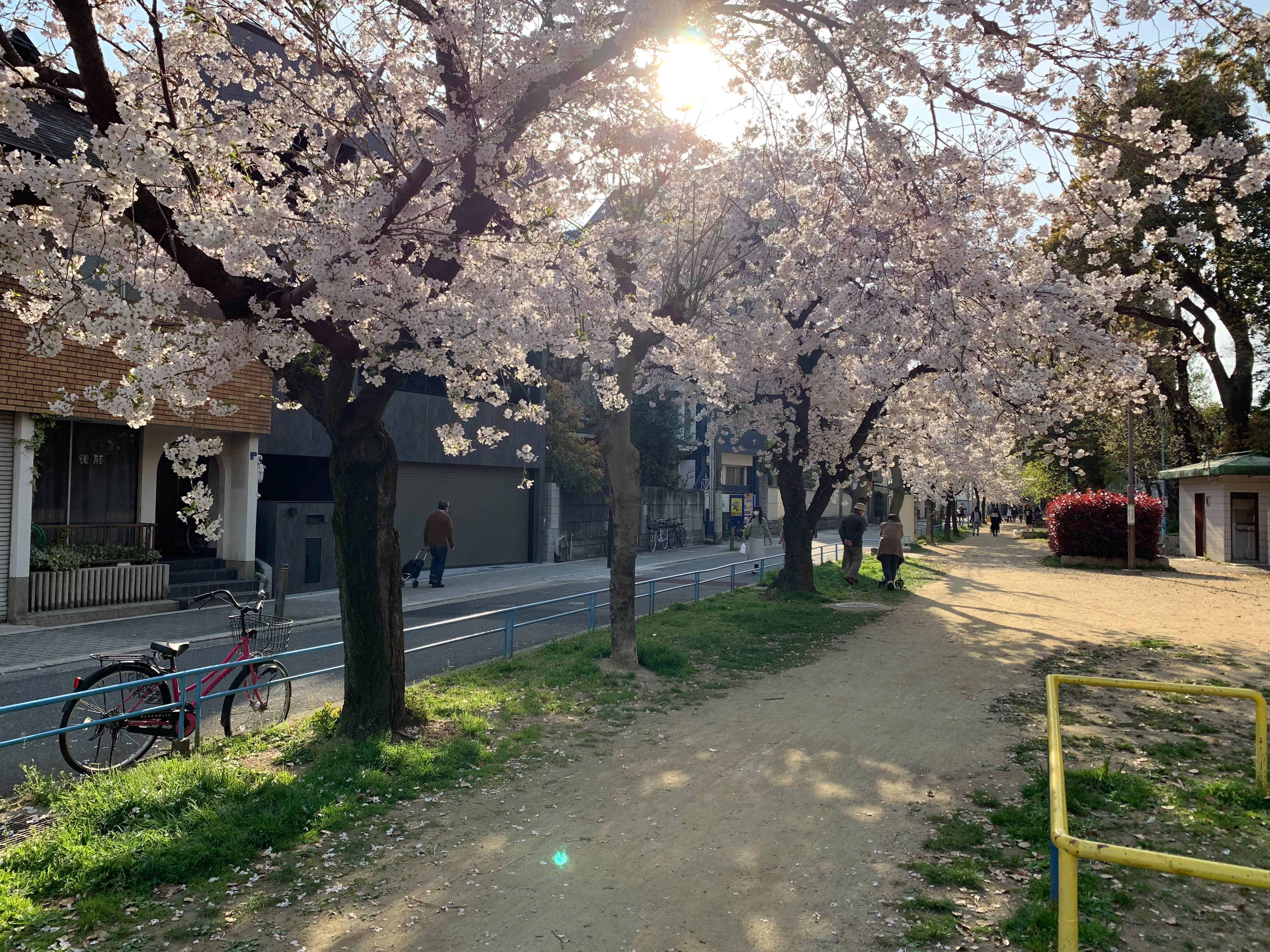
山阪神社の南に隣接する山坂公園

山坂（やまさか）は、大阪府大阪市東住吉区にある町名。現行行政地名は山坂一丁目から山坂五丁目。

## 地理
東住吉区の西部に位置し、東の北側に田辺、南側に南田辺、南に長居公園、北に北田辺、西に北から南にかけて阿倍野区桃ヶ池町と長池町と西田辺町と接している。

## 歴史

### 沿革
- 1980年（昭和55年）、大阪市東住吉区山坂町1 - 5丁目・田辺西ノ町1 - 8丁目と山坂西ノ町1丁目・西田辺町より、山坂2 - 5丁目成立。
- 1981年（昭和56年）、大阪市東住吉区山坂町1 - 2丁目の一部より、山坂1丁目成立[5]。

## 世帯数と人口
2024年（令和6年）9月30日現在の世帯数と人口は以下の通りである。
| 丁目       | 世帯数    | 人口    |
| ---------- | --------- | ------- |
| 山坂一丁目 | 968世帯   | 1,767人 |
| 山坂二丁目 | 612世帯   | 1,196人 |
| 山坂三丁目 | 460世帯   | 923人   |
| 山坂四丁目 | 717世帯   | 1,411人 |
| 山坂五丁目 | 1,254世帯 | 2,624人 |
| 計         | 4,011世帯 | 7,921人 |

### 人口の変遷
国勢調査による人口の推移。
| 1995年（平成7年）  | 7,708人 | [ 6 ]  |  |
| 2000年（平成12年） | 7,832人 | [ 7 ]  |  |
| 2005年（平成17年） | 7,866人 | [ 8 ]  |  |
| 2010年（平成22年） | 7,649人 | [ 9 ]  |  |
| 2015年（平成27年） | 7,503人 | [ 10 ] |  |
| 2020年（令和2年）  | 7,581人 | [ 11 ] |  |

### 世帯数の変遷
国勢調査による世帯数の推移。
| 1995年（平成7年）  | 3,146世帯 | [ 6 ]  |  |
| 2000年（平成12年） | 3,323世帯 | [ 7 ]  |  |
| 2005年（平成17年） | 3,436世帯 | [ 8 ]  |  |
| 2010年（平成22年） | 3,359世帯 | [ 9 ]  |  |
| 2015年（平成27年） | 3,370世帯 | [ 10 ] |  |
| 2020年（令和2年）  | 3,541世帯 | [ 11 ] |  |

## 学区
市立小・中学校に通う場合、学区は以下の通りとなる。なお、小学校・中学校入学時に学校選択制度を導入しており、通学区域以外に東住吉区の小学校・中学校から選択することも可能。
| 丁目       | 番       | 小学校               | 中学校               |
| ---------- | -------- | -------------------- | -------------------- |
| 山坂一丁目 | 1〜10番  | 大阪市立北田辺小学校 | 大阪市立東住吉中学校 |
| 山坂一丁目 | 11〜20番 | 大阪市立田辺小学校   | 大阪市立田辺中学校   |
| 山坂二丁目 | 全域     | 大阪市立田辺小学校   | 大阪市立田辺中学校   |
| 山坂三丁目 | 全域     | 大阪市立南田辺小学校 | 大阪市立田辺中学校   |
| 山坂四丁目 | 全域     | 大阪市立南田辺小学校 | 大阪市立田辺中学校   |
| 山坂五丁目 | 全域     | 大阪市立南田辺小学校 | 大阪市立田辺中学校   |

## 事業所
2021年（令和3年）現在の経済センサス調査による事業所数と従業員数は以下の通りである。
| 丁目       | 事業所数  | 従業員数 |
| ---------- | --------- | -------- |
| 山坂一丁目 | 45事業所  | 441人    |
| 山坂二丁目 | 52事業所  | 229人    |
| 山坂三丁目 | 30事業所  | 388人    |
| 山坂四丁目 | 36事業所  | 154人    |
| 山坂五丁目 | 72事業所  | 754人    |
| 計         | 235事業所 | 1,966人  |

## 交通

### 鉄道
- 西日本旅客鉄道
  - 阪和線 南田辺駅（所在地は、阿倍野区長池町であるが、駅舎の一部に山坂が含まれている。）
  - 阪和線 鶴ケ丘駅（地上駅時代は山坂五丁目に所在。現在の所在地は阿倍野区西田辺町。）

### バス
2020年4月現在
- 大阪シティバス[15]
  - 3・54A・54B・54D号系統：山坂三丁目

### 道路
- 大阪府道5号大阪港八尾線（南港通）

## 施設
一丁目
- 法楽寺
- うどんや風一夜薬本舗 本社

二丁目
- 山阪神社
- 山坂公園

三丁目
- 東住吉警察署（仮庁舎）

四丁目
- 関西デザイン造形専門学校（2010年閉校）

五丁目
- 関西ピアノ専門音楽学校（2018年3月閉校）
- 東住吉鶴ヶ丘郵便局

## その他

### 日本郵便
- 〒546-0035[3]（集配局：東住吉郵便局[16]）